# 노화초등학교
노화초등학교는 대한민국 전라남도 완도군 노화읍에 있는 공립 초등학교이다.

## 학교 연혁
- 1932년 9월 1일 대성사립학교 설립 인가 및 개교
- 1938년 4월 1일 대성사립심상소학교 개편
- 1941년 4월 1일 노화공립국민학교 개편
- 1945년 4월 1일 6년제 인가
- 1945년 10월 30일 노화국민학교 개편
- 일자미상 노화국민학교 마삭분교 설립 인가
- 1955년 7월 6일 마삭분교장 개교
- 1959년 4월 1일 노화국민학교 노록분교 설립 인가
- 1960년 3월 14일 노록분교장 개교
- 196?년 ??월 ??일 마삭분교장 노화북국민학교 이관
- 1984년 3월 7일 병설유치원 개원
- 1996년 3월 1일 노화초등학교 개편, 노록분교장 폐교 및 본교 통폐합
- 2009년 3월 1일 노화동초등학교 폐교 및 본교 통폐합
- 2017년 2월 10일 제77회 졸업식 17명 졸업(총 졸업생 5223명 졸업)
- 2017년 9월 1일 제41대 성명희 교장 취임
- 2024년 1월 5일 제84회 졸업식(누계: 5,380명)
- 2024년 9월 1일 제45대 최동수 교장 부임

## 참고 자료
- 노화초등학교 - 한국교육학술정보원 학교알리미